# Eremobates
Eremobates — род паукообразных из отряда фаланг. 
Животное c размером тела около 2 см в длину, способно быстро передвигаться, имеет наибольший размер челюсти по отношению к длине тела, в сравнении с любым другим известным существом. Укус не ядовит, но обладает удивительной мощностью. Обычно охотится в ночное время, обладает относительно слабым зрением и во время охоты пользуется преимущественно парой педипальп.
Ведут одиночный образ жизни, собираются вместе только для спаривания. Самец использует свои педипальпы для передачи семенной жидкости самке, которая откладывает от 50 до 200 яиц. Самка остается с молодью,  для кормления и ухода за ней, пока потомство не станет достаточно зрелыми, чтобы охотиться и защищаться.
Встречаются, как правило, на западе Соединенных Штатов Америки, в юго-западной части Канаде, в Мексике, Белизе и Сальвадоре.
Род включает около 88 видов.
Некоторые виды:
- Eremobates ingens Mello-Leitão, 1942 — эндемик Мексики.

- Eremobates actenidia Muma, 1989
- Eremobates affinis (Kraepelin, 1899)
- Eremobates ajoanus Muma & Brookhart, 1988
- Eremobates angustus Muma, 1951
- Eremobates arizonicus (Roewer, 1934)
- Eremobates ascopulatus Muma, 1951
- Eremobates aztecus Pocock, 1902
- Eremobates bajadae Muma & Brookhart, 1988
- Eremobates bajaensis Muma, 1986
- Eremobates bantai Brookhart, 1965
- Eremobates becki Muma, 1986
- Eremobates bixleri Muma & Brookhart, 1988
- Eremobates californicus (Simon, 1879)
- Eremobates chihuaensis Brookhart & Cushing, 2002
- Eremobates cinerascens (C. L. Koch, 1842)
- Eremobates clarus Muma, 1989
- Eremobates coahuilanus Muma, 1986
- Eremobates constrictus (Putnam, 1882)
- Eremobates corpink Brookhart & Cushing, 2004
- Eremobates cruzi Muma, 1951
- Eremobates ctenidiellus Muma, 1951
- Eremobates dentilis Brookhart & Muma, 1981
- Eremobates dilatatus (Putnam, 1882)
- Eremobates docolora Brookhart & Muma, 1981
- Eremobates durangonus Roewer, 1934
- Eremobates fagei (Roewer, 1934)
- Eremobates formicarius (C. L. Koch, 1842)
- Eremobates gerbae Brookhart & Cushing, 2002
- Eremobates girardi (Putnam, 1883)
- Eremobates gracilidens Muma, 1951
- Eremobates guenini (Roewer, 1934)
- Eremobates hessei (Roewer, 1934)
- Eremobates hodai Muma, 1989
- Eremobates hystrix (Mello-Leitao, 1942)
- Eremobates icenogelei Brookhart & Cushing, 2004
- Eremobates inyoanus Muma & Brookhart, 1988
- Eremobates kastoni Muma & Brookhart, 1988
- Eremobates kiseri Muma & Brookhart, 1988
- Eremobates kraepelini Muma, 1951
- Eremobates lapazi Muma, 1986
- Eremobates leechi Muma & Brookhart, 1988
- Eremobates legalis Harvey, 2002
- Eremobates lentiginosus (Kraepelin, 1899)
- Eremobates marathoni Muma, 1951
- Eremobates mormonus (Roewer, 1934)
- Eremobates nanus Muma, 1962
- Eremobates nivis Muma & Brookhart, 1988
- Eremobates nodularis Muma, 1951
- Eremobates norrisi Muma & Brookhart, 1988
- Eremobates otavonae Muma & Brookhart, 1988
- Eremobates pallidus Muma & Brookhart, 1988
- Eremobates pallipes (Say, 1823)
- Eremobates palpisetulosus Fichter, 1941
- Eremobates papillatus Muma, 1970
- Eremobates pimanus Muma & Brookhart, 1988
- Eremobates polhemusi Muma & Brookhart, 1988
- Eremobates purpusi (Roewer, 1934)
- Eremobates putnami (Banks, 1898)
- Eremobates pyriflora Muma & Brookhart, 1988
- Eremobates scaber (Kraepelin, 1899)
- Eremobates scopulatellus Muma & Brookhart, 1988
- Eremobates scopulatus Muma, 1951
- Eremobates similis Muma, 1951
- Eremobates simoni Muma, 1970
- Eremobates socal Brookhart & Cushing, 2004
- Eremobates spissus Muma & Brookhart, 1988
- Eremobates suspectus Muma, 1951
- Eremobates tejonus Chamberlin, 1925
- Eremobates texanus Muma & Brookhart, 1988
- Eremobates titschacki (Roewer, 1934)
- Eremobates tuberculatus (Kraepelin, 1899)
- Eremobates vallis Muma, 1989
- Eremobates vicinus Muma, 1963
- Eremobates villosus Muma, 1951
- Eremobates williamsi Muma & Brookhart, 1951
- Eremobates woodruffi Brookhart & Muma, 1988
- Eremobates zinni Muma, 1951